# Gallos de Aguascalientes (baloncesto)
Para el equipo de fútbol, véase Gallos de Aguascalientes.
Los Gallos de Aguascalientes es un equipo del Circuito de Baloncesto del Pacífico (CIBAPAC) con sede en Aguascalientes, Aguascalientes, México.

## Historia
Los Gallos de Aguascalientes se incorporaron de manera oficial para la temporada 2020 del Circuito de Baloncesto de la Costa del Pacífico el martes 24 de septiembre de 2019.
Poco después de su anuncio oficial, en marzo de 2020 quedó suspendida la temporada de CIBACOPA. Lo anterior debido a la pandemia Covid-19.  Por lo tanto, Gallos nunca llegó a debutar. 
Para 2024 jugarán la temporada del Circuito de Baloncesto del Pacífico (CIBAPAC).

## Jugadores
| Gallos de Aguascalientes Temporada 2025 |    |                   |                                     |
| C U E R P O T É C N I C O               |    |                   |                                     |
| Entrenador                              |    | Bandera de México | Eduardo Maldonado                   |
| Asistente                               |    | Bandera de México | Jacinto Álvarez Vera                |
| J U G A D O R E S                       |    |                   |                                     |
| Base                                    | 00 | Bandera de México | Iaan Rodríguez Menchaca (U17)       |
| Base                                    | 0  | Bandera de México | Adair Reyes Campos                  |
| Alero                                   | 2  | Bandera de México | Ángel Gael Hernández Chávez (U21)   |
| Alero                                   | 4  | Bandera de México | Alonso Ocegueda (U21)               |
| Alero                                   | 5  | Bandera de México | Luis Manuel Ochoa Sánchez           |
| Ala-Pívot/Pívot                         | 6  | Bandera de México | Mario Macias Jasso                  |
| Ala-Pívot/Pívot                         | 7  | Bandera de México | Óscar Andreé Calvillo Castañeda     |
| Alero                                   | 9  | Bandera de México | Jorge Alfredo Casillas González     |
| Ala-Pívot/Pívot                         | 10 | Bandera de Brasil | Tarek Andrei Santana                |
| Alero                                   | 11 | Bandera de México | José Luis Telles Jayme (U21)        |
| Base/Escolta                            | 12 | Bandera de México | Ricardo Adrián Soto Antillón        |
| Alero                                   | 13 | Bandera de México | Fernando Yael Tiscareño Serna (U17) |
| Ala-Pívot                               | 20 | Bandera de México | Miguel Pérez Sandi Reyes            |
| Base                                    | 22 | Bandera de México | Osnar García Neri                   |
| Pívot                                   | 23 | Bandera de Brasil | Caio Guilherme Domingos Oliveira    |
| Base                                    | 34 | Bandera de México | Axel Rodríguez Menchaca (U17)       |
| Base/Escolta                            | 57 | Bandera de México | Myron Clarence Molina Bean          |
| Alero                                   | 77 | Bandera de México | Eduardo Alejandro Rosales Ramírez   |
| Ala-Pívot                               | -- | Bandera de México | Rigoberto Cortés Palomares          |
| Escolta                                 | -- | Bandera de México | Paulo Alonso Maldonado Ureña (U17)  |
| = Capitán                               |    |                   |                                     |

- Actualizado al 21 de julio de 2024.